# 36182 Montigiani
36182 Montigiani este o planetă minoră (asteroid), cu un diametru de 12,483 km, din centura de asteroizi. A fost descoperită pe 10 octombrie 1999 la osservatorio astronomico di Monte Agliale⁠(d) de Matteo Santangelo⁠(d). 
Obiectul prezintă o orbită caracterizată de o semiaxă mare de 3,9777212 UAi, o excentricitate de 0,2, o înclinație de 4,48376 ° în raport cu ecliptica.